# Astrotrichilia
Astrotrichilia é um género botânico pertencente à família Meliaceae.